# Петров, Григорий Петрович
Григо́рий Петро́вич Петро́в (17 [30] ноября 1907 — 25 февраля 1940) — участник советско-финской войны, командир 3-й роты 4-го Петрозаводского пограничного полка НКВД, старший лейтенант, Герой Советского Союза (1940).

## Биография
Григорий Петрович Петров родился в деревне Ольшанка ныне Марёвского района Ленинградской области. Русский.
Призван в Красную армию. Служил в 21-м полку войск ОГПУ. Прошёл путь от красноармейца и курсанта школы младшего начальствующего состава до командира отделения.
В 1932 году после окончания Харьковской пограничной школы с небольшой группой пограничников он был направлен из Владивостока на Северный Сахалин командиром взвода в 17-й пограничный полк ОГПУ.
С 1936 года служил в пограничной комендатуре «Ноглики» 52-го пограничного отряда: сначала — командир взвода, с 1937 — начальник боепитания маневренной группы.
С 1938 года Г. П. Петров занимал должность начальника штаба погранкомендатуры. За примерную службу по охране Государственной границы СССР, умелое обучение и воспитание личного состава он был награждён начальником Пограничных войск СССР золотыми часами, а позднее начальником войск округа — серебряными.
В 1939 году был направлен для обучения в Высшую пограничную школу.
С началом финской кампании старший лейтенант Петров был направлен в 5-й пограничный полк войск НКВД.
В конце января — феврале 1940 года, в течение 30 суток находясь в окружении превосходящего в несколько раз противника героически руководил обороной вверенного ему гарнизона. За время обороны, не имея постоянной связи с командованием и соседними гарнизонами, при остром недостатке питания и боеприпасов, несмотря на исключительно тяжелые неравные условия борьбы, обладая железной волей большевика-командира, не только отбивался от яростных атак врага, но и сам неоднократно наносил ему сильные удары. Бойцы и командиры честно и до конца выполнили свой священный долг. Они дрались до последнего патрона. Несмотря на то, что главный блокгауз был разрушен, подожжён противником и забросан гранатами, никто не дрогнул. Выйдя из блокгауза, Петров с остатками бойцов в рукопашной схватке с лозунгом «Большевики живыми не сдаются» отбивался от противника. 25 февраля 1940 года старший лейтенант Петров погиб смертью храбрых, выполняя свой долг.
Указом Президиума Верховного Совета СССР от 26 апреля 1940 года «за успешное выполнение боевых заданий Правительства по охране государственных границ и проявленные при этом отвагу и геройство» старшему лейтенанту Григорию Петровичу Петрову было присвоено звание Героя Советского Союза (посмертно).
Похоронен в братской могиле вне кладбища у посёлка Колвасозеро Муезерского района Карелии.

## Награды
- Герой Советского Союза (26 апреля 1940, медаль «Золотая Звезда»);
- орден Ленина (26 апреля 1940).

## Память
- 26 марта 1973 года имя Г. П. Петрова было присвоено пограничной заставе Сахалинского пограничного отряда Тихоокеанского пограничного округа.
- Старший лейтенант Петров навечно зачислен в списки пограничной заставы.
- В деревне Колвасозеро Муезерского района Карелии установлена мемориальная доска.
- В селе Реболы Муезерского района и в посёлке Ноглики Сахалинской области установлены бюсты героя.
- Статуя Петрова в скульптурной группе в Южно-Сахалинске[6].

Бюст Григорию Петровичу в парке Победы, в посёлке Ноглики.